# Интербау
«Интербау» (нем. Interbau) — специализированная строительная выставка, прошедшая в Берлине в 1957 году. Главной темой выставки стало восстановление берлинского района Ганзафиртель.

## История

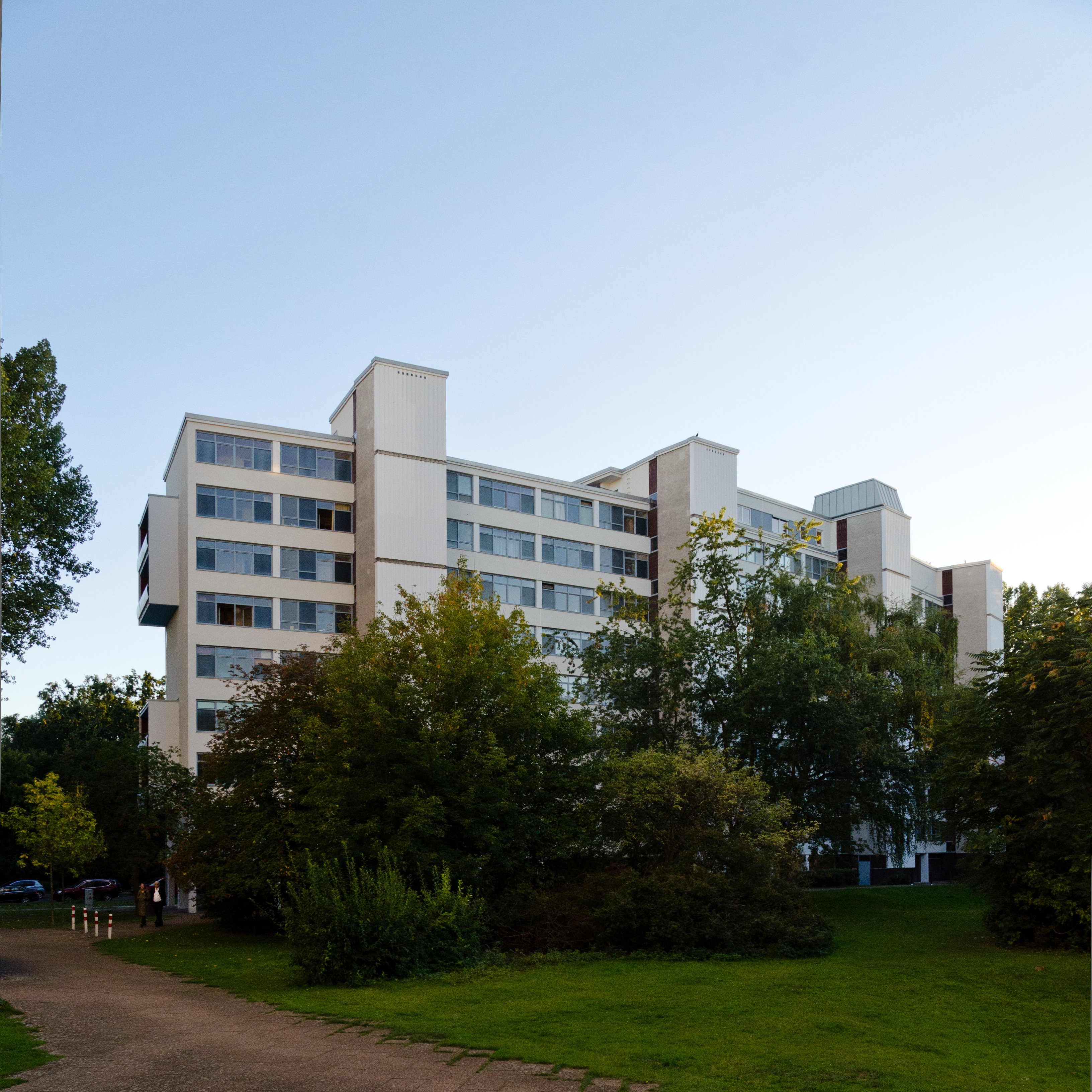
Жилой дом, спроектированный Вальтером Гропиусом

В 1950-е годы в Восточном Берлине на Шталин-аллее стали появляться монументальные здания, построенные в так называемом кондитерском стиле. Чтобы противопоставить новой архитектуре ГДР достижения западногерманской модернизации, а также для восстановления разрушенного во время Второй мировой войны бомбардировками 22 и 23 ноября 1943 года района Ганзафиртель было принято решение о проведении в Западном Берлине специализированной Всемирной выставки (англ. Specialised Expo). Интербау также продолжила традицию немецких Международных строительных выставок, проводившихся в 1901—1927 годы.
Финансирование восстановления района взяли на себя США в рамках реализации плана Маршалла.

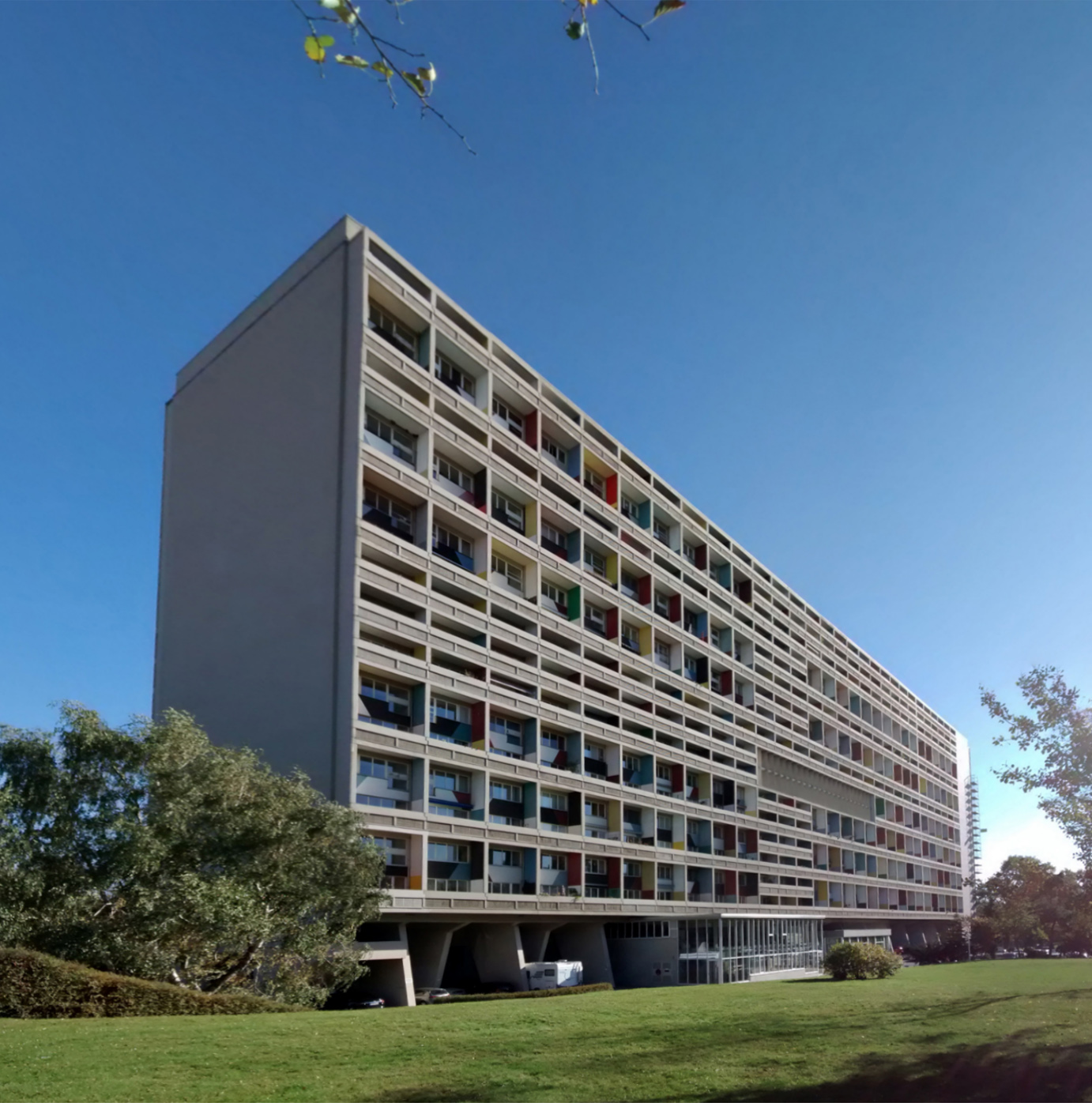
Жилой дом, спроектированный Ле Корбюзье и

С 1953 года 49 архитекторов, треть из которых были родом не из Германии, начали проектировать 39 зданий для будущей выставки. Среди приглашённых архитекторов были такие мастера как Алвар Аалто, Пьер Ваго, Вальтер Гропиус, Макс Таут, Франц Шустер, Оскар Нимейер, Вернер Дютман, Фриц Йенеке, Стен Самуэльсон, Арне Якобсен, Ле Корбюзье и другие. Проектирование планировки района выполнили немецкие архитекторы Герхард Йобст (нем. Gerhard Jobst), Вилли Кройер и Вильгельм Шлиссер (нем. Wilhelm Schließer), который отвечал за планирование дорожного движения; в дальнейшем дорабатывал план также Отто Бартнинг. Для обустройства территории района было приглашено десять ландшафтных архитекторов; в качестве общей концепции ландшафтного дизайна района был принят проект Херты Хаммербахер.
Выставка работала с 6 июля по 29 сентября 1957 года. Всего её посетило около одного миллиона человек, из которых 350 000 были из Восточного Берлина. Модернистские здания были критически приняты консервативными архитекторами из ФРГ, а в ГДР были признаны «ненемецкими» (нем. undeutsch).
В 1990-е годы все здания, построенные для выставки, получили статус культурного наследия Берлина и памятников архитектуры.

## Планировка района выставки

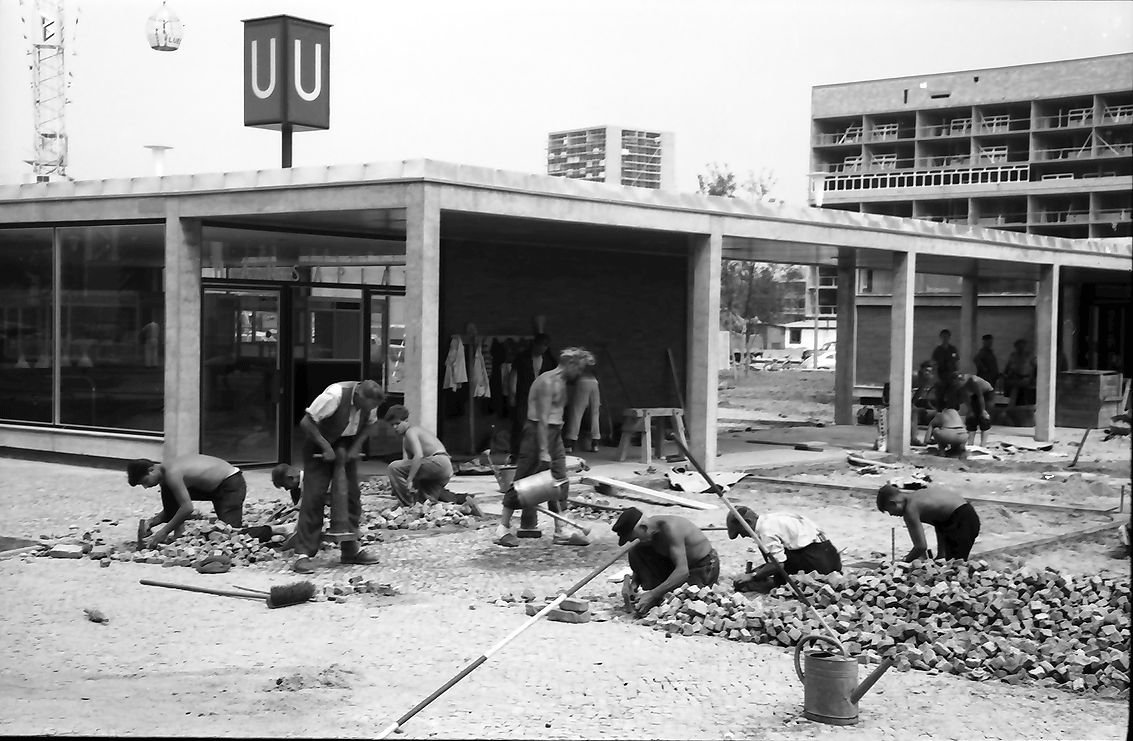
Строительство станции метро (1957 год)

Западный Берлин испытывал острый дефицит социального жилья, поэтому построенные для выставки здания — преимущественно жилые. Ко времени проведения «Интербау» из 1160 квартир было построено только 601, остальной объём строительства был завершён к 1960 году. Общая площадь застройки составила 53 га.
Помимо жилого фонда район сразу обеспечивался культовыми зданиями, магазинами, ресторанами, здесь были построены библиотека, кинотеатр, а на центральной площади Ганзаплац была открыта станция метро. Место для постройки района, который должен был олицетворять архитектурные решения города будущего, было выбрано в непосредственной близости от парка Тиргартен.
Использованные в Берлине архитектурные решения были навеяны популярным в это время стилем баухаус.

### Канатная дорога
Первым завершённым сооружением «Интербау» стала построенная специально для выставки канатная дорога. Над территорией была проложена 8-образная трасса длиной 1,4 км, по которой пассажиры могли перемещаться в 95 гондолах. Строительство канатной дороги осуществила компания Allgäuer Bergbahnbetrieb, а оператором выступила Carry Gross. Открывшаяся 1 мая 1957 года канатная дорога проработала до 14 сентября 1958 года, после чего была демонтирована.